# Sonia Carabajo
Sonia Carabajo – ekwadorska judoczka.
Uczestniczka mistrzostw świata w 1980. Srebrna medalistka mistrzostw panamerykańskich w 1980. Trzecia na igrzyskach Ameryki Południowej w 1982 roku.